# Baume-les-Messieurs
Pour les articles homonymes, voir Baume.
Baume-les-Messieurs est une commune française, située dans le département du Jura, dans la région culturelle et historique de Franche-Comté et la région administrative Bourgogne-Franche-Comté.
Elle cherche à se différencier par l'obtention de labels touristiques et patrimoniaux dont l'échelle renseigne sur l'importance qu'elle accorde à ces démarches de validation de l'ancrage au territoire : cité de Caractère de Bourgogne-Franche-Comté, plus beau village de France, site clunisien grâce à l'Abbaye Saint-Pierre de Baume-les-Messieurs et dont le réseau est reconnu depuis 2005 grand itinéraire culturel du conseil de l'Europe.

## Géographie
Baume-les-Messieurs se situe au fond d'un cirque, entouré par des falaises hautes d'une centaine de mètres entaillant le premier plateau jurassien : il s'agit d'une des reculées les plus célèbres du Jura.

### Cadre géologique
La commune de Baume-les-Messieurs s'inscrit dans la grande région naturelle du Jura externe, à la limite occidentale du plateau de Lons-le-Saunier. Ce relief est principalement composé de calcaires datant du Jurassique moyen (bajocien et bathonien), formant en bordure du plateau des corniches escarpées souvent boisées dont les abrupts dominent des pentes plus douces taillées dans des formations sous-jacentes plus tendres (marnes du trias et marno-calcaires du lias). Le village s'est implanté au fond de la reculée jurassienne la plus typique, à l'écart des grandes voies de communication.
Cinq niveaux de replats peuvent être distingués dans les différentes branches de la reculée. Le plus petit est un niveau situé vers 400 m d'altitude aux sources du Dard. Ce ruisseau issu de rivières souterraines karstiques, a une eau qui s'est chargée en ions calcium Ca2+ bicarbonate HCO3−. Ces ions, en précipitant, forment des dépôts carbonatés qui, selon la pente et la vitesse du courant, engendrent la cascade du Dard (également appelée Cascade des tufs de Baume-les-Messieurs), des barrages de travertin (appelé aussi tuf) retenant des gours, ou génèrent des coulées de travertin,. Dans les sections du Dard présentant une faible pente, se forment des stromatolithes en boule.
Un écroulement ancien provenant de la falaise calcaire, est visible au pied de la falaise qui limite le plateau de Sermu. Le volume de ce chaos rocheux est estimé à 20 000 m3 pour une surface d'épandage de près de 7 hectares.

Carte géologique simplifiée des unités structurales du massif du Jura.
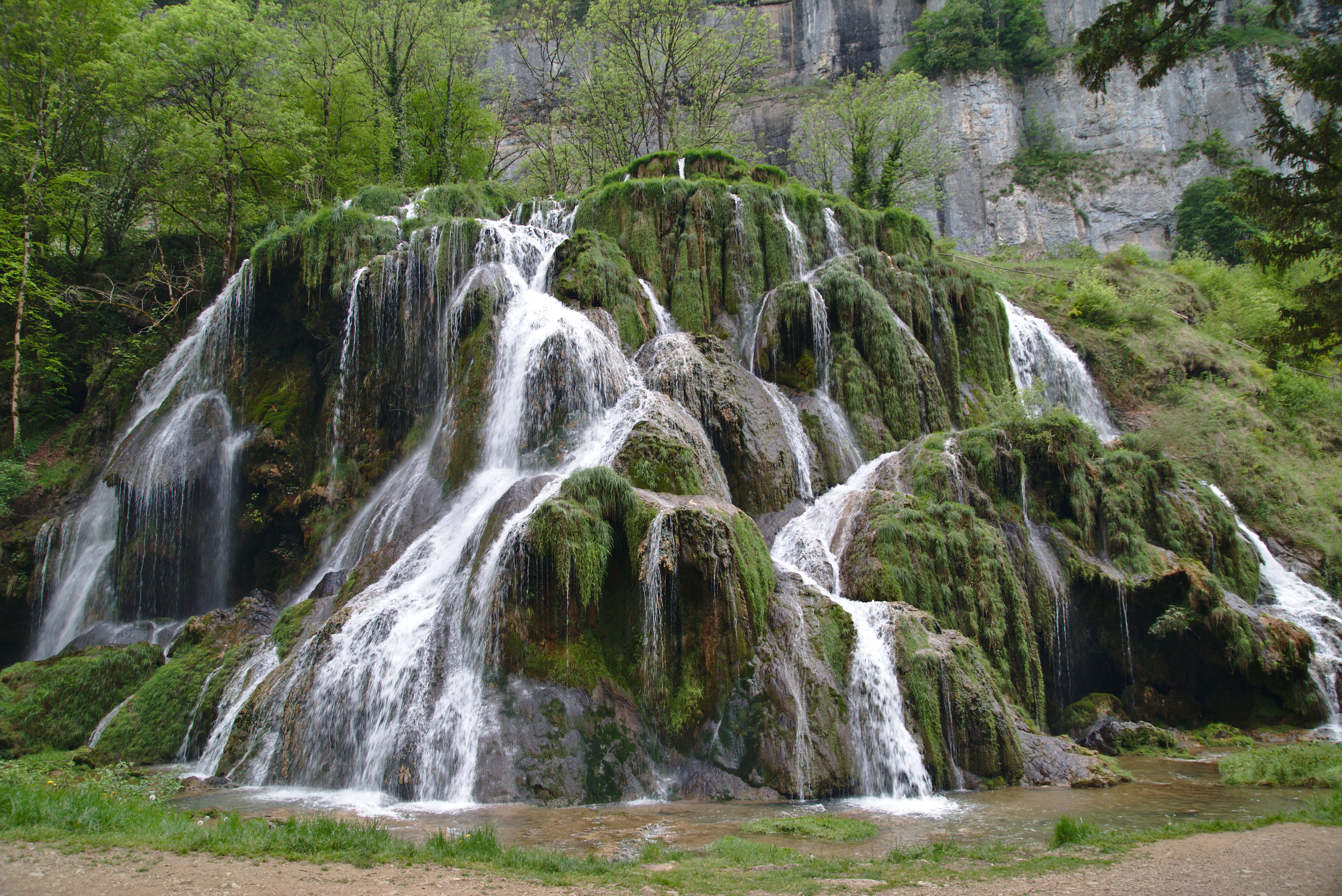
Au niveau de la cascade du Dard, les plantes participent à la précipitation de calcaire (phénomène de biolithogenèse)[Note 2].
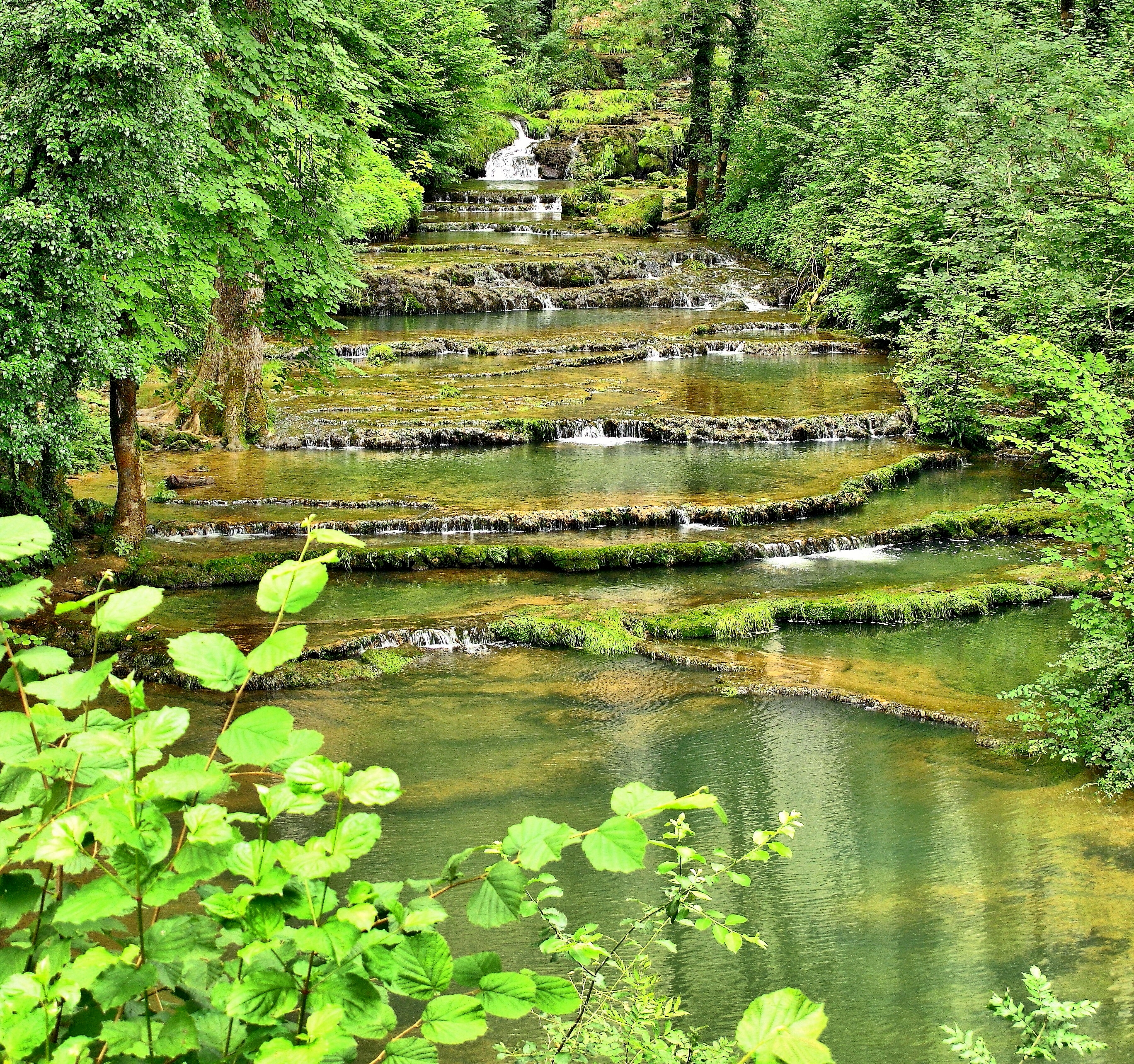
Barrages de travertin et gours en escaliers.
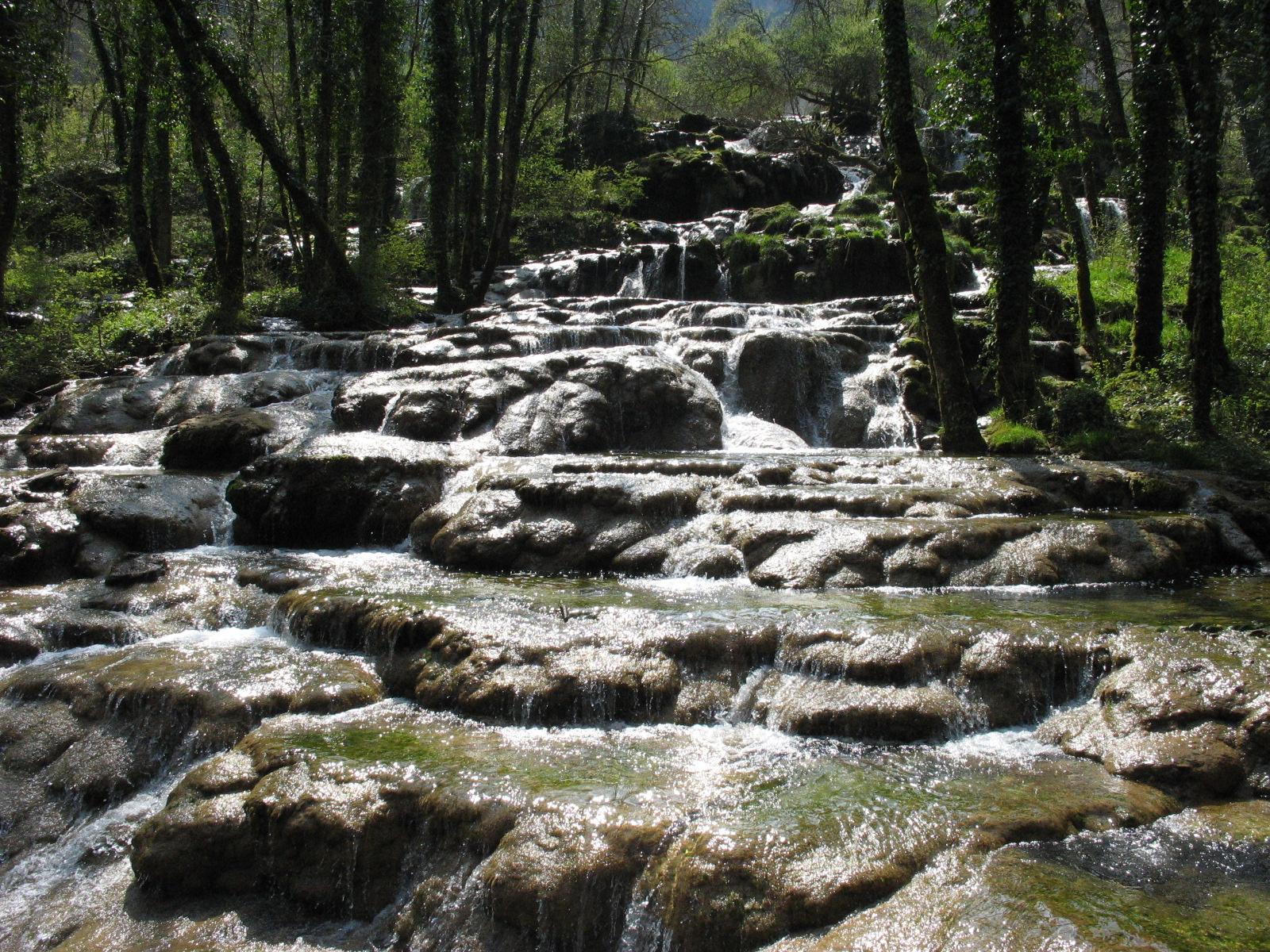
Coulée de travertin au niveau du saut du Dard.

### Climat
Pour des articles plus généraux, voir Climat de la Bourgogne-Franche-Comté et Climat du département du Jura.
En 2010, le climat de la commune est de type climat de montagne, selon une étude du Centre national de la recherche scientifique s'appuyant sur une série de données couvrant la période 1971-2000. En 2020, Météo-France publie une typologie des climats de la France métropolitaine dans laquelle la commune est exposée à un climat semi-continental et est dans la région climatique  Jura, caractérisée par une forte pluviométrie en toutes saisons (1 000 à 1 500 mm/an), des hivers rigoureux et un ensoleillement médiocre. 
Pour la période 1971-2000, la température annuelle moyenne est de 10,1 °C, avec une amplitude thermique annuelle de 17,1 °C. Le cumul annuel moyen de précipitations est de 1 387 mm, avec 12,9 jours de précipitations en janvier et 9,6 jours en juillet. Pour la période 1991-2020, la température moyenne annuelle observée sur la station météorologique de Météo-France la plus proche, « Le Fied_sapc », sur la commune du Fied à 9 km à vol d'oiseau, est de 9,8 °C et le cumul annuel moyen de précipitations est de 1 434,5 mm. 
La température maximale relevée sur cette station est de 37,3 °C, atteinte le 19 juillet 2022 ; la température minimale est de −28,4 °C, atteinte le 20 décembre 2009,,. 
Les paramètres climatiques de la commune ont été estimés pour le milieu du siècle (2041-2070) selon différents scénarios d'émission de gaz à effet de serre à partir des nouvelles projections climatiques de référence DRIAS-2020. Ils sont consultables sur un site dédié publié par Météo-France en novembre 2022.

## Urbanisme

### Typologie
Au 1er janvier 2024, Baume-les-Messieurs est catégorisée commune rurale à habitat dispersé, selon la nouvelle grille communale de densité à sept niveaux définie par l'Insee en 2022.
Elle est située hors unité urbaine. Par ailleurs la commune fait partie de l'aire d'attraction de Lons-le-Saunier, dont elle est une commune de la couronne,. Cette aire, qui regroupe 139 communes, est catégorisée dans les aires de 50 000 à moins de 200 000 habitants,.

### Occupation des sols
L'occupation des sols de la commune, telle qu'elle ressort de la base de données européenne d’occupation biophysique des sols Corine Land Cover (CLC), est marquée par l'importance des forêts et milieux semi-naturels (68,6 % en 2018), une proportion sensiblement équivalente à celle de 1990 (68,3 %). La répartition détaillée en 2018 est la suivante : forêts (68,6 %), prairies (17,2 %), zones agricoles hétérogènes (13,7 %), terres arables (0,5 %). L'évolution de l’occupation des sols de la commune et de ses infrastructures peut être observée sur les différentes représentations cartographiques du territoire : la carte de Cassini (XVIIIe siècle), la carte d'état-major (1820-1866) et les cartes ou photos aériennes de l'IGN pour la période actuelle (1950 à aujourd'hui).

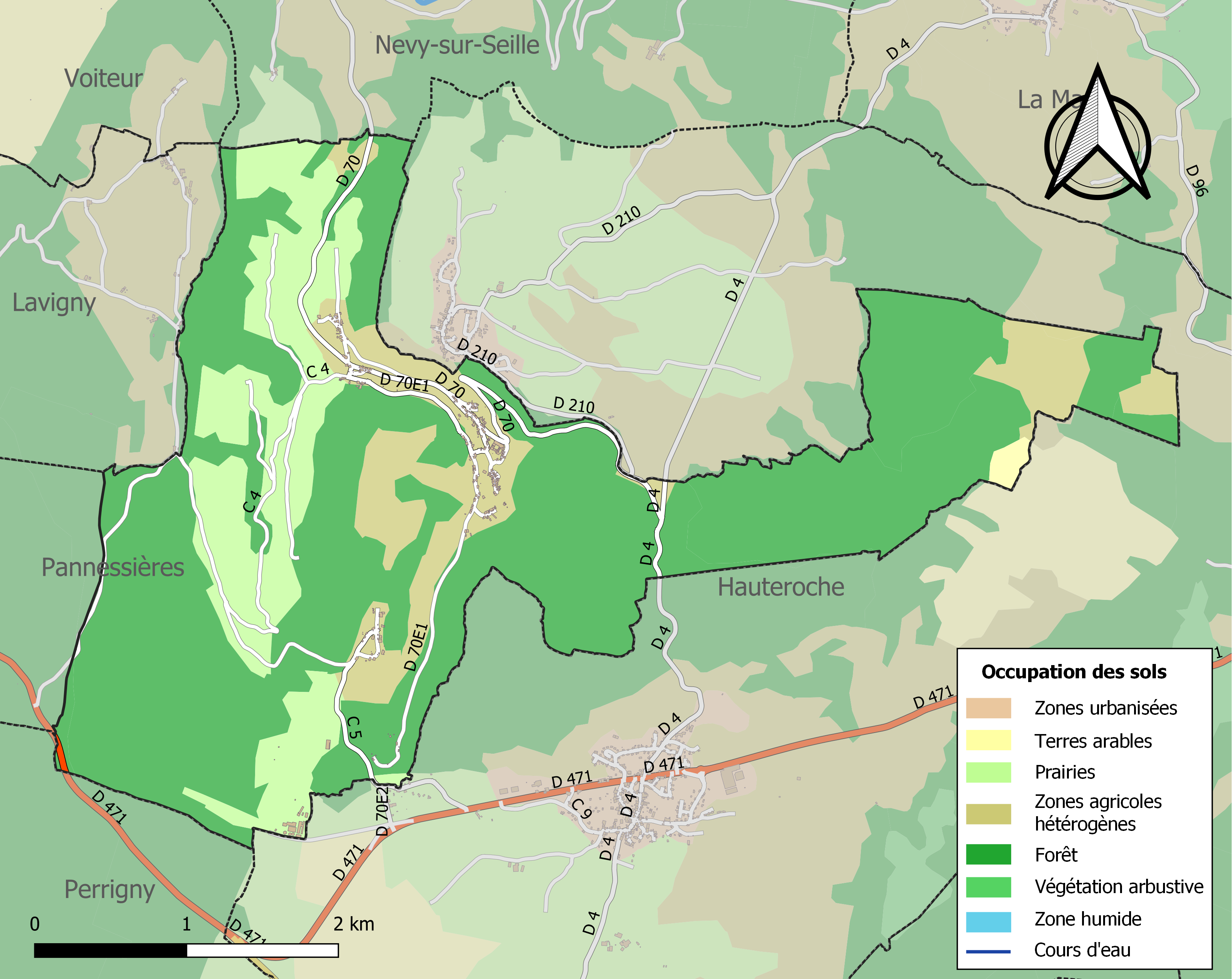
Carte des infrastructures et de l'occupation des sols de la commune en 2018 (CLC).

### Toponymie
Le nom de la ville repose sur l'appellatif d'origine (pré)gauloise balma désignant une grotte où vivaient peut-être des ermites avant la fondation de l'abbaye de Baume-les-Moines. Ce monastère est appelé Baume-les-Messieurs après sa sécularisation par bulle papale en 1759, le village adoptant progressivement ce nom.

## Histoire

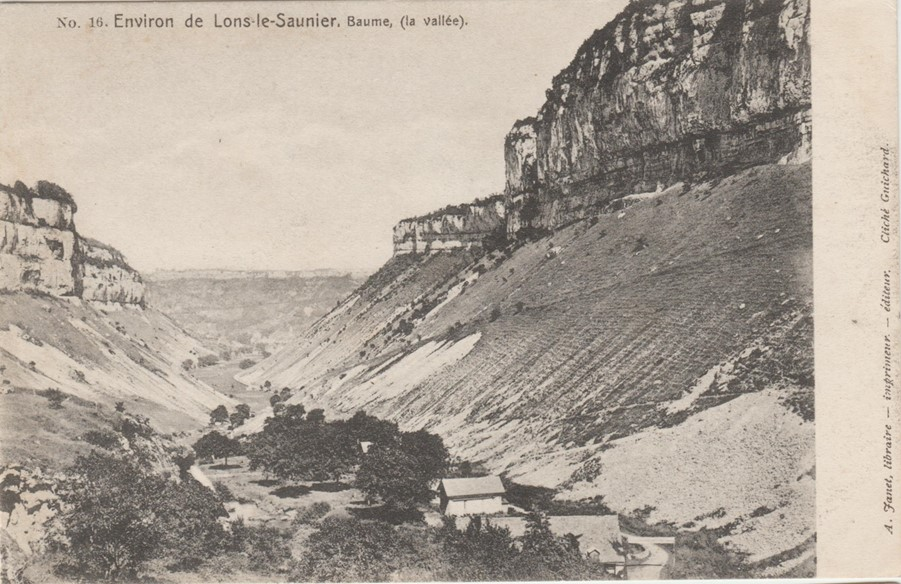
Photographie ancienne de la vallée de Baume.

Le site de Baume-les-Messieurs est occupé depuis la préhistoire : trace d'abris sous roche néolithiques, mobilier protohistorique et gallo-romain.
Si les fouilles archéologiques menées dans l'abbaye durant l'hiver 2011-2012 laissent envisager des constructions antérieures, ce n'est qu'au IXe siècle que Baume-les-Messieurs entre dans l'Histoire.
En 888, le roi de Provence Rodolphe Ier fait don de la cella de Baume à Bernon, aristocrate bourguignon qui a fondé sur ses terres de Gigny-sur-Suran une abbaye dans laquelle il applique sa relecture de la règle de saint Benoît.
Bernon développe le monasterium de Baume et, selon la tradition, c'est de là qu'en 910, à la demande de Guillaume d'Aquitaine, il part, accompagné de six moines de Baume et six moines de Gigny, fonder l'abbaye de Cluny.
L'abbaye de Baume-les-Moines, tel est alors son nom, prospère : sa réputation est grande et, dans le contexte de la réforme grégorienne (XIe siècle) qui invite les laïcs à abandonner au profit de l’Église les biens religieux qu'ils possèdent, elle reçoit de fort nombreuses donations auxquelles s'ajoutent celles données pour sauver les âmes. Au XIIe siècle, elle accueille une quarantaine de moines, possède une centaine de dépendances (prieuré, églises) et de nombreuses terres : l'abbaye Saint-Pierre de Baume-les-Messieurs devient une des plus puissantes abbayes du diocèse de Besançon.
Cependant Baume-les-Moines, tout en suivant la règle clunisienne,veut garder son indépendance alors que Cluny voudrait la réduire au rang de prieuré, ainsi qu'elle a fait pour Gigny. Les conflits se multiplient. L'empereur Frédéric Barberousse, comte de Bourgogne, opposé au Pape que soutient Cluny, va même jusqu'à lui décerner en 1157 le titre d'abbaye impériale, titre qu'elle ne garde cependant pas car, en 1177, Frédéric Barberousse se soumet à la papauté et Baume doit revenir dans le giron de Cluny. Néanmoins elle ne s'avoue pas vaincue et ce n'est qu'au XIIIe siècle qu'un compromis est enfin trouvé : elle garde son titre d'abbaye et ses abbés occupent la troisième place après ceux de Cluny et Moissac.
Au XVe siècle, l'abbaye passe en commende. Nombre d'abbés se contentent de toucher les revenus mais certains laissent leur nom dans l'histoire : Amé de Chalon, Guillaume de Poupet, pour l'importance des travaux, mais aussi Jean de Watteville, personnage haut en couleur, connu pour son rôle lors du rattachement de la Franche-Comté à la France.
Mais comme dans d'autres abbayes la discipline se relâche, les moines, ayant obligatoirement seize quartiers de noblesse, abandonnent le dortoir pour des appartements plus confortables, vivent de leur prébende et, en 1759, l'abbaye est sécularisée, les moines prennent le titre de chanoines et Baume-les-Moines devient Baume-les-Messieurs.
À la veille de la Révolution, il ne reste que dix chanoines. En 1790, les bâtiments de l'abbaye, déclarés biens nationaux, sont vendus aux habitants du village qui obtiennent que l'église abbatiale devienne l'église paroissiale en lieu et place de l'église Saint-Jean située à l'entrée du village et jugée trop petite.
Au cours de la Révolution française, la commune porta provisoirement le nom de Baume-le-Jura.

## Économie
L'économie de Baume-les-Messieurs est essentiellement tournée vers le tourisme, chaque année Baume accueille plusieurs dizaines de milliers de visiteurs grâce à sa situation géographique exceptionnelle, ses reculées, son patrimoine naturel et religieux hors du commun.

## Héraldique
|  | Les armes de la commune se blasonnent ainsi : D’azur aux deux clés d’or, les anneaux en losange pommeté en sautoir, celle en barre brochant sur celle en bande. |

## Politique et administration
| Période   | Période  | Identité          | Étiquette | Qualité                    |
| --------- | -------- | ----------------- | --------- | -------------------------- |
| 1957      | 1989     | Claude Maître     | SE        |                            |
| 1989      | 1995     | René Weber        | SE        |                            |
| 1995      | 2001     | Jean-Claude Soum  | SE        |                            |
| mars 2001 | 2008     | Bernard Grandvaux | SE        |                            |
| mars 2008 | 2020     | Pascal Cardinal   | SE        | Administrateur de sociétés |
| 2020      | En cours | Serge Moreau      |           |                            |

## Démographie
L'évolution du nombre d'habitants est connue à travers les recensements de la population effectués dans la commune depuis 1793. Pour les communes de moins de 10 000 habitants, une enquête de recensement portant sur toute la population est réalisée tous les cinq ans, les populations de référence des années intermédiaires étant quant à elles estimées par interpolation ou extrapolation. Pour la commune, le premier recensement exhaustif entrant dans le cadre du nouveau dispositif a été réalisé en 2007.

En 2022, la commune comptait 159 habitants, en évolution de −5,92 % par rapport à 2016 (Jura : −0,81 %, France hors Mayotte : +2,11 %).
| 1793 | 1800 | 1806 | 1821 | 1831 | 1836 | 1841 | 1846 | 1851 |
| ---- | ---- | ---- | ---- | ---- | ---- | ---- | ---- | ---- |
| 855  | 870  | 909  | 811  | 814  | 790  | 771  | 784  | 788  |

| 1856 | 1861 | 1866 | 1872 | 1876 | 1881 | 1886 | 1891 | 1896 |
| ---- | ---- | ---- | ---- | ---- | ---- | ---- | ---- | ---- |
| 700  | 660  | 660  | 613  | 612  | 586  | 552  | 527  | 493  |

| 1901 | 1906 | 1911 | 1921 | 1926 | 1931 | 1936 | 1946 | 1954 |
| ---- | ---- | ---- | ---- | ---- | ---- | ---- | ---- | ---- |
| 464  | 473  | 420  | 335  | 344  | 301  | 300  | 279  | 279  |

| 1962 | 1968 | 1975 | 1982 | 1990 | 1999 | 2006 | 2007 | 2012 |
| ---- | ---- | ---- | ---- | ---- | ---- | ---- | ---- | ---- |
| 240  | 231  | 202  | 174  | 196  | 194  | 196  | 196  | 182  |

| 2017 | 2022 | - | - | - | - | - | - | - |
| ---- | ---- | - | - | - | - | - | - | - |
| 162  | 159  | - | - | - | - | - | - | - |

## Lieux et monuments
Baume-les-Messieurs possède un riche patrimoine architectural qui lui permet de bénéficier des labels de cité de Caractère de Bourgogne-Franche-Comté et de plus beau village de France.

### Patrimoine religieux
Nombreux édifices recensés dans la base Mérimée : 
- Abbaye Saint-Pierre XIe siècle. Elle fait l'objet d'un classement partiel au titre des monuments historiques depuis 1862 et d'inscriptions depuis 1929 et 1933[26].
- Chapelle Gindre XIXe siècle, située au lieu-dit Roche[27].
- Croix de La Peyrouse (cimetière) (XVe siècle), recensée depuis 1964[28]
- Croix du Pré Saint-Jean (XVIe siècle), classée MH depuis 1907, avec la fontaine attenante[29].
- Croix du Pois (XVIe siècle et XIXe siècle), recensée depuis 1964[30].
- Église Saint-Jean-Baptiste. Située à l'entrée de la commune, au lieu-dit la Peyrouse. Elle fait l'objet d'une inscription au titre des monuments historiques depuis 1998[31].
- Oratoire de la Toupe (XIXe siècle), recensé depuis 1964[32].
- Oratoire du Champ du Bri (XIXe siècle), recensé depuis 1964[33].

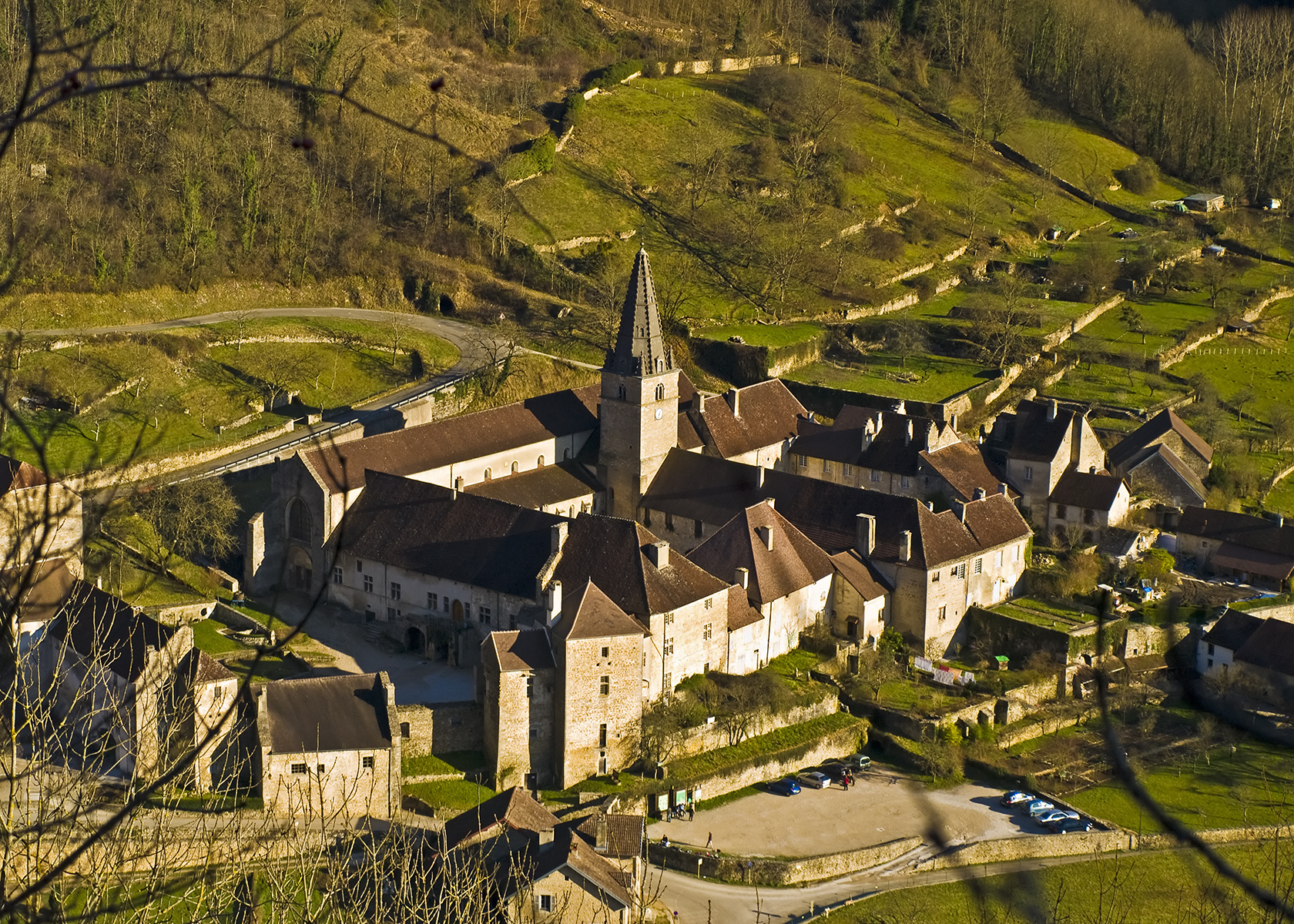
L'abbaye Saint-Pierre.
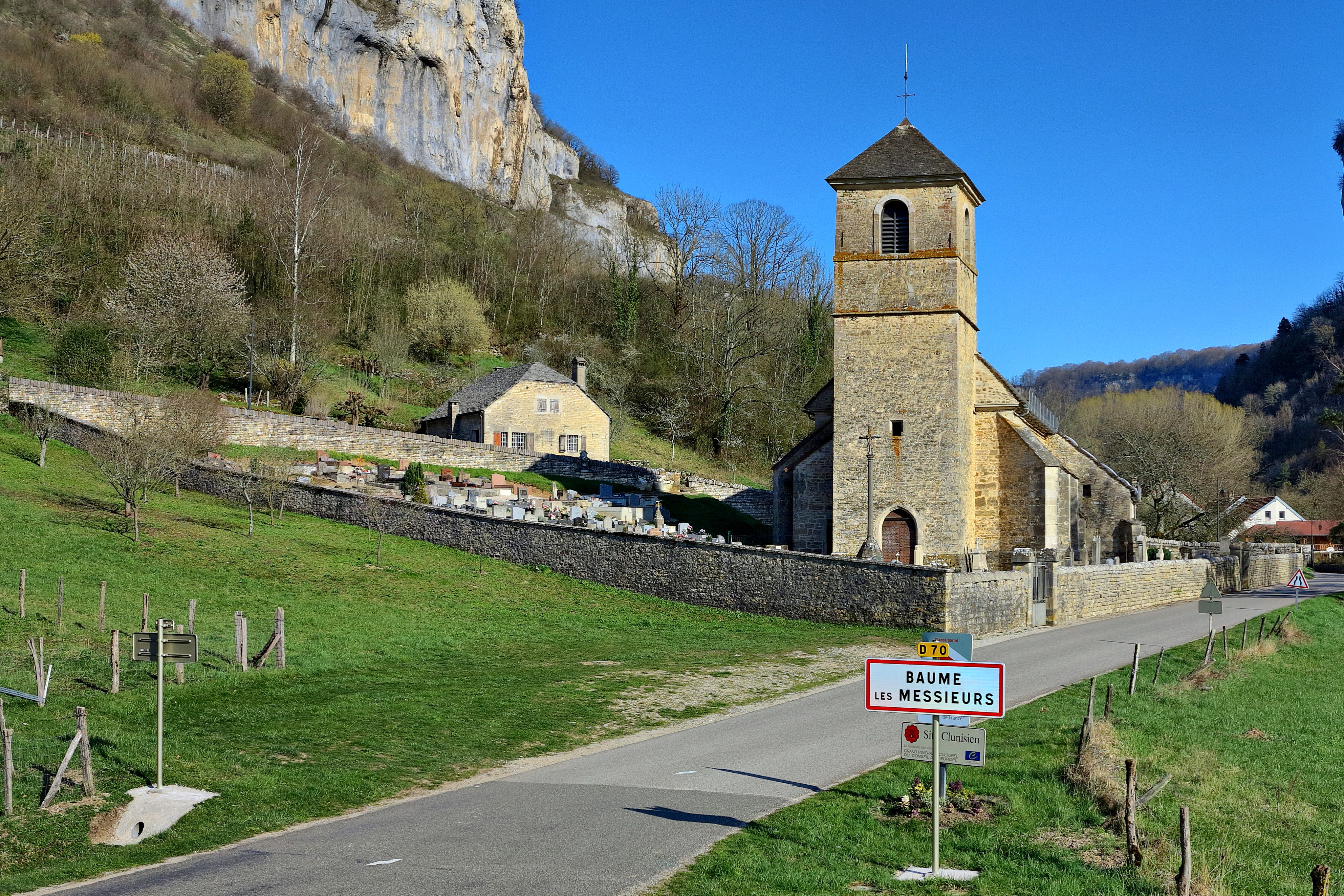
L'église Saint-Jean-Baptiste.
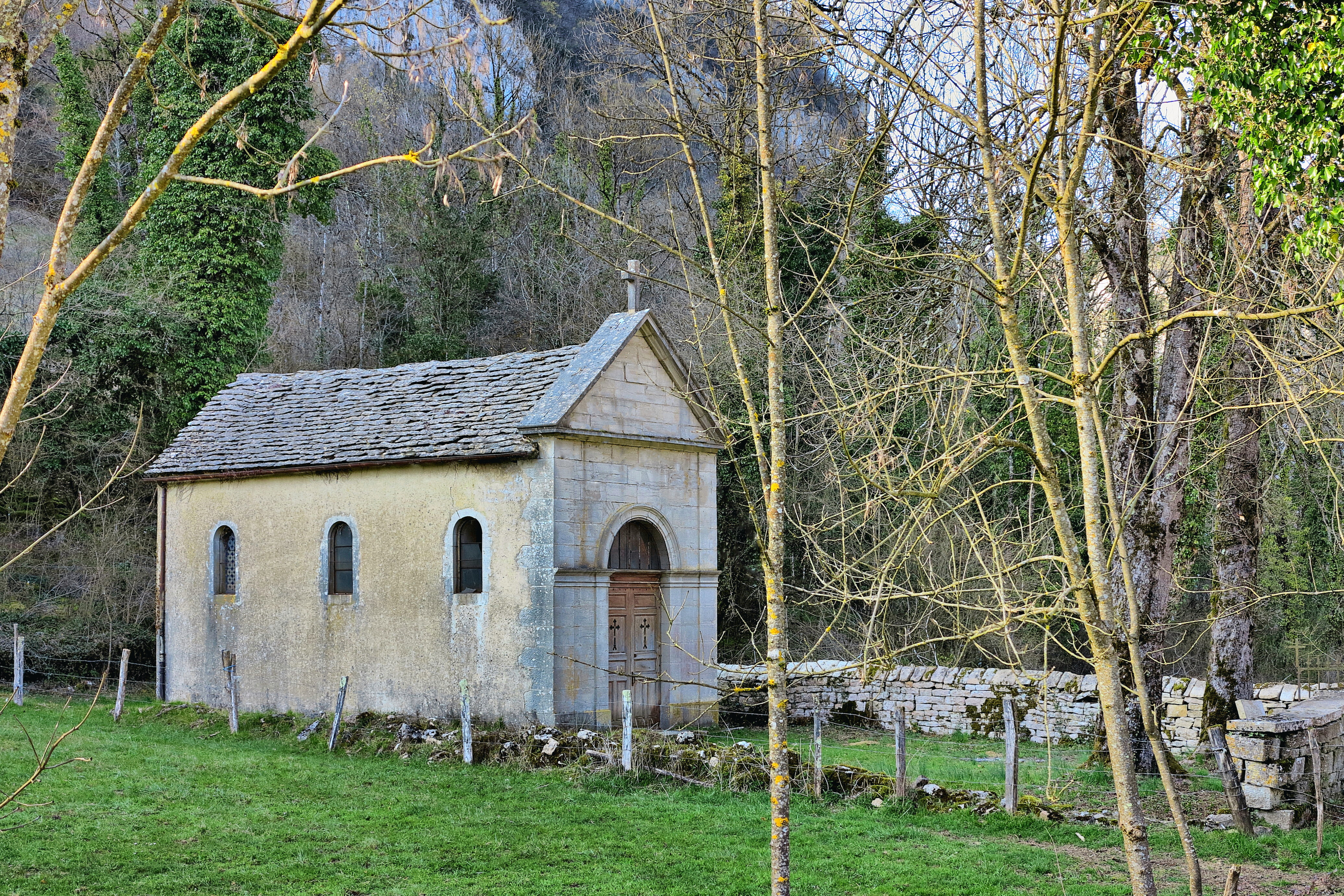
La chapelle Gindre.

### Patrimoine civil
Nombreux édifices recensés dans la base Mérimée : 
- Fermes du XVIe siècle au XVIIIe siècle, recensées depuis 1964[34].
- Manoir (XVe siècle), recensé depuis 1964[35].
- Pont de La Peyrouse, sur la Seille (XIXe siècle). Recensé depuis 1964[36].
- Pont 1 de Favroz, sur la Seille (XIXe siècle). Recensé depuis 1964[37].
- Pont 2 de Favroz, sur la Seille (XIXe siècle). Recensé depuis 1964[38].
- Vieux pont sur la Seille (XIIIe siècle). Il fait l'objet d'une inscription au titre des monuments historiques depuis 1929[39].

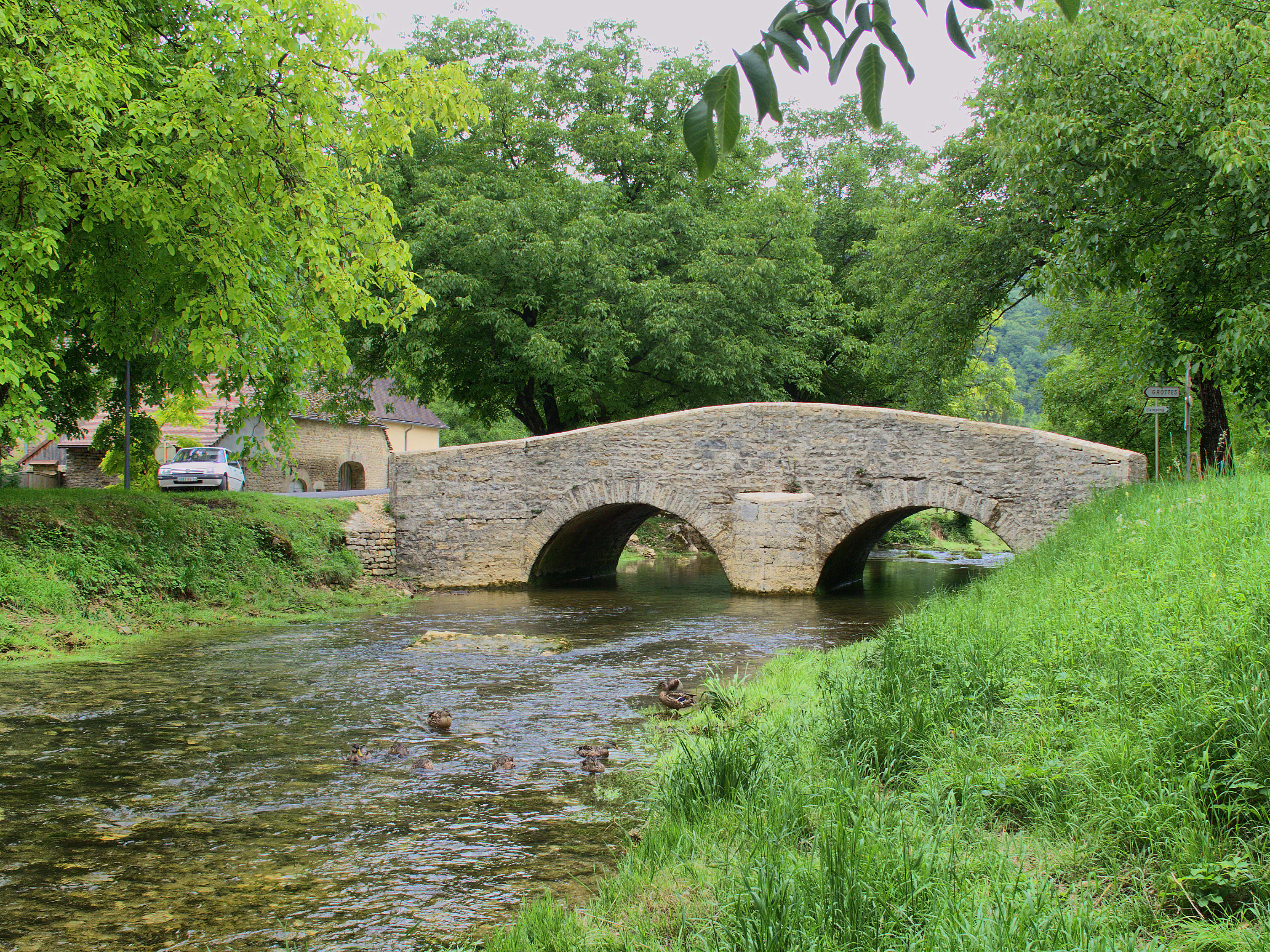
Le pont de La Peyrouse sur la Seille.
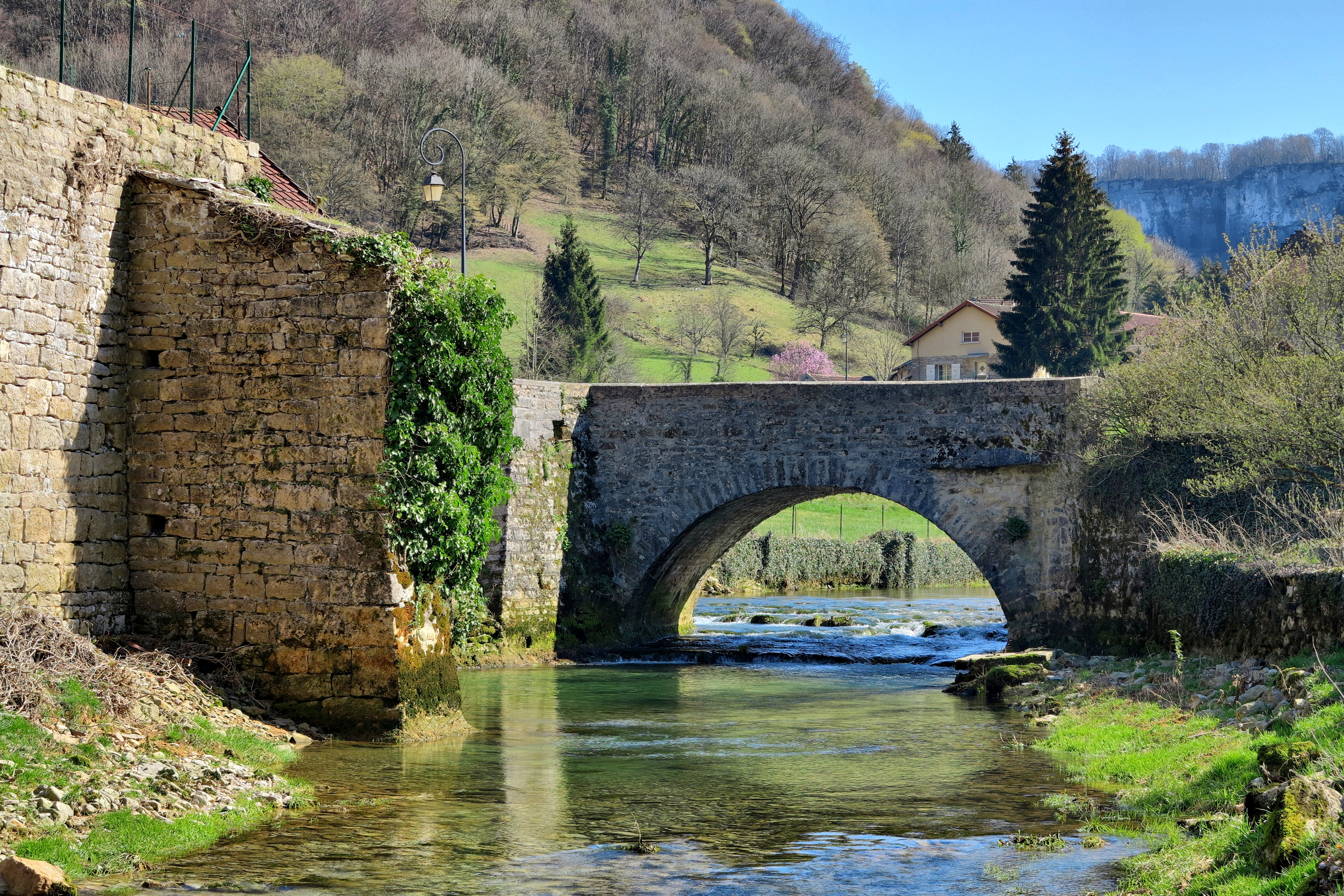
Le pont de l'abbaye sur la Seille (1 de Favroz).
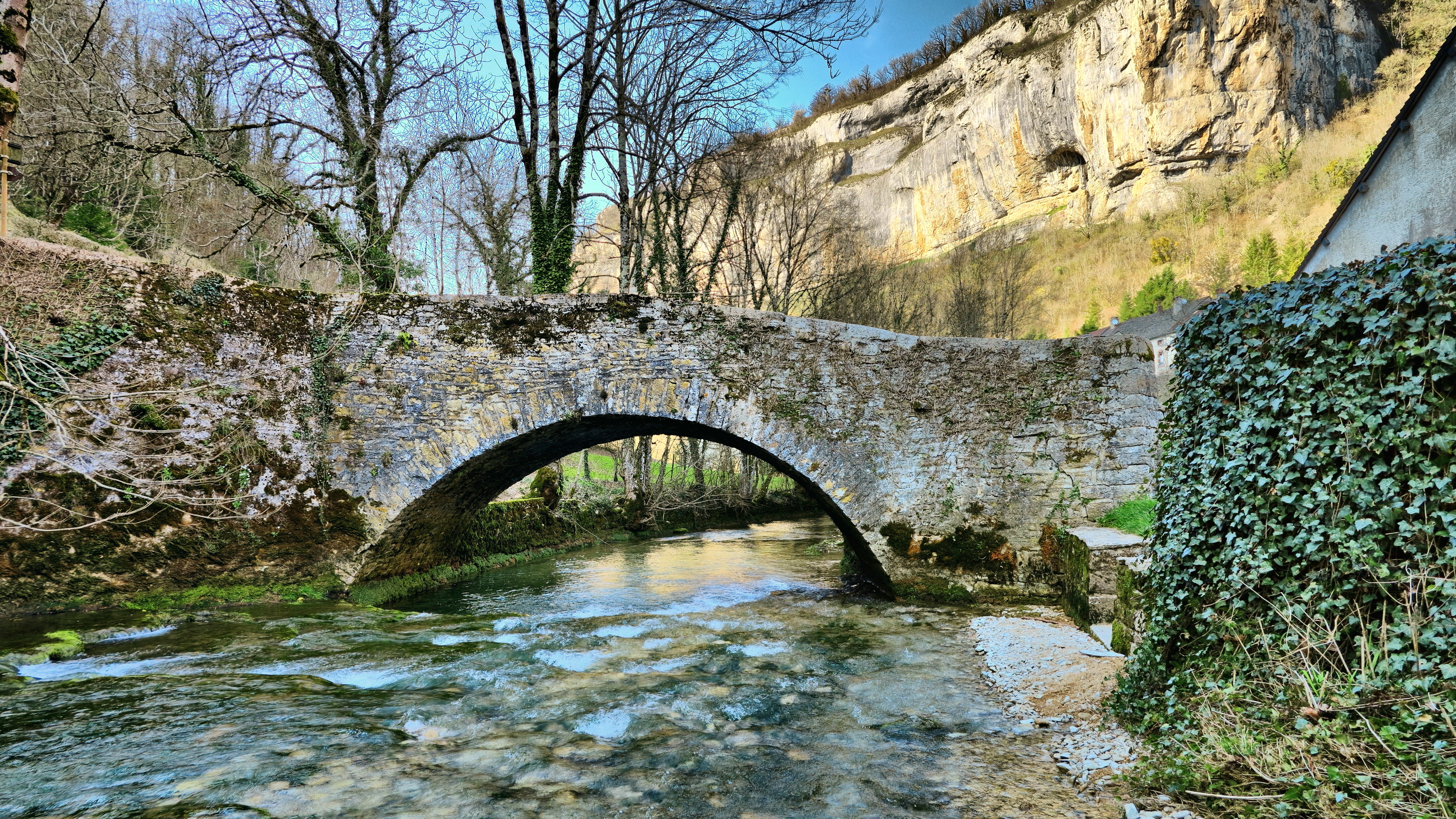
Le vieux pont sur la Seille (XIIIe siècle).
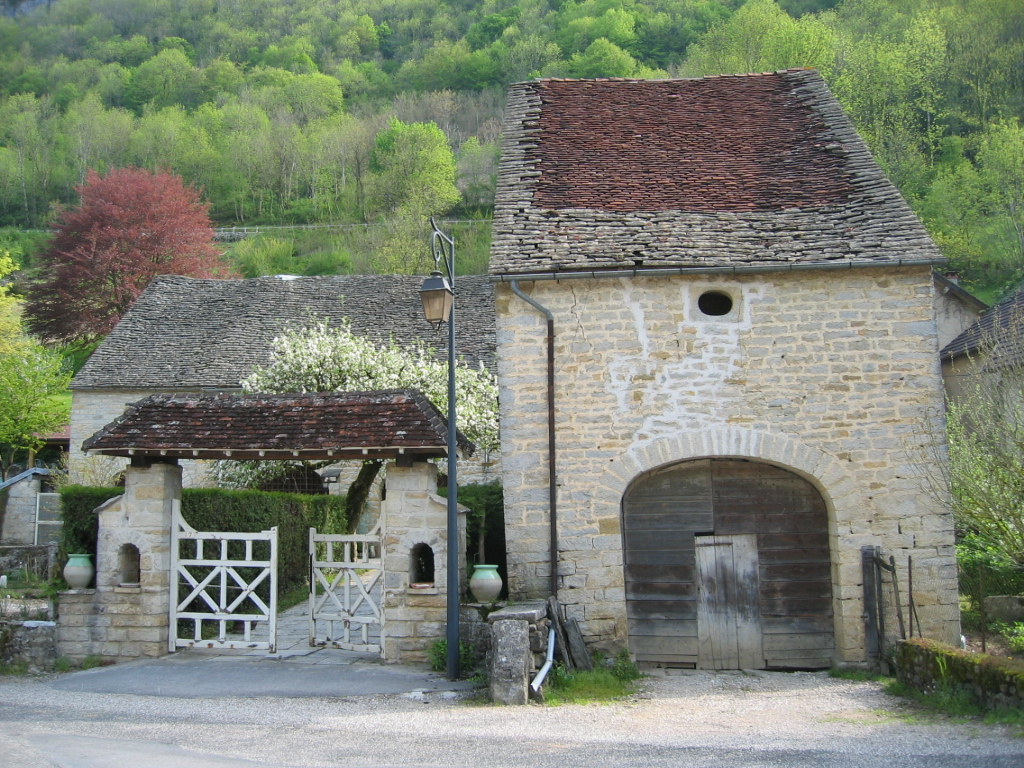
Panachage entre la lauze calcaire et la tuile creuse mécanique sur une toiture.

### Patrimoine naturel
Baume-les-Messieurs est un site classé de Franche-Comté qui fait partie de la zone Natura 2000 des reculées de la Haute Seille.
C'est avant tout :
- Une reculée typique qui se divise en trois entités distinctes formant ce que l'on appelle une vallée d'effondrement en "doigts de gant" comprenant :
  - La vallée du Dard qui se termine par le Cirque de Baume-les-Messieurs avec sa grande cascade et sa grotte qui se visite[42].

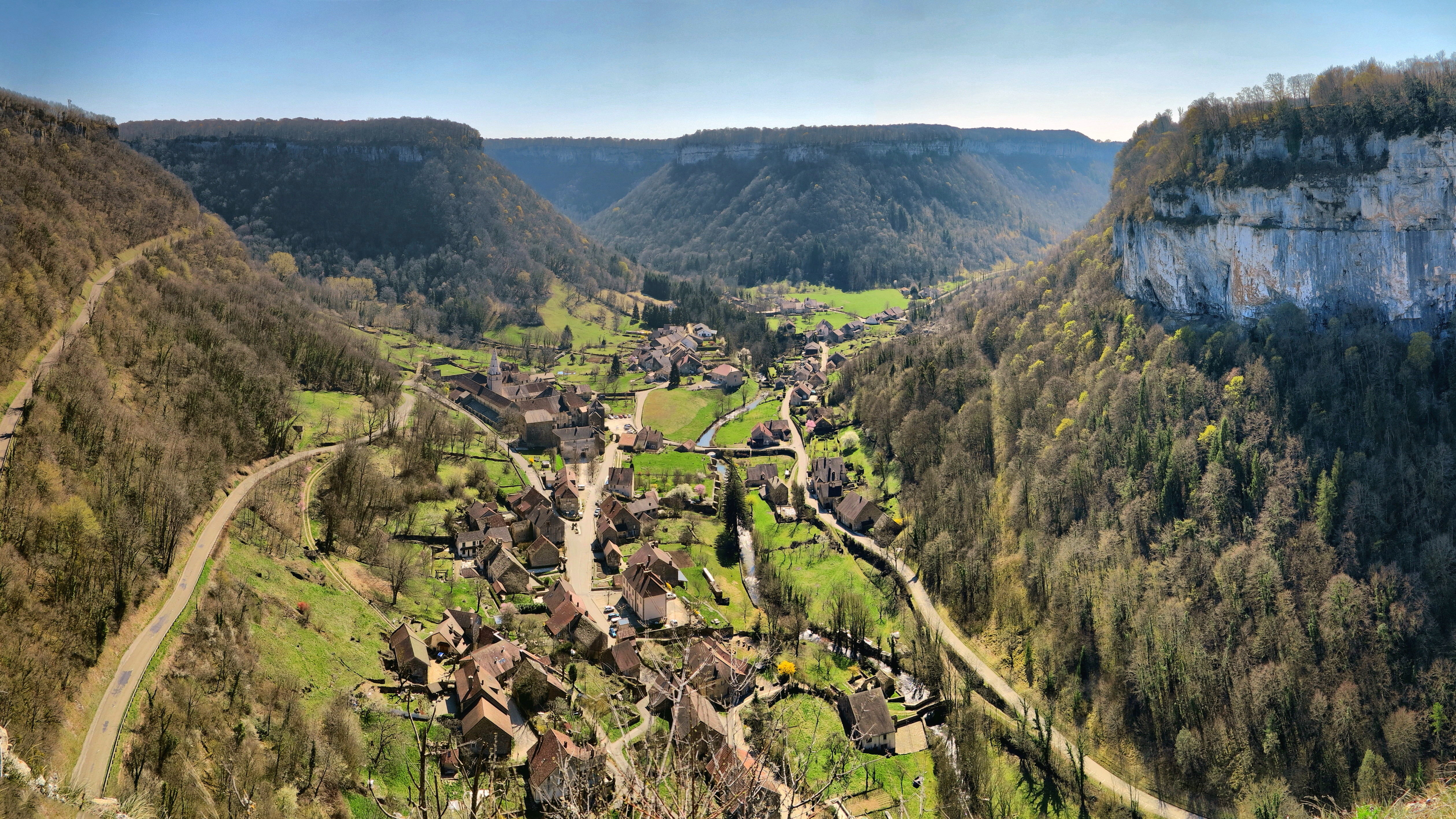
Le village au confluent des trois vallées vu depuis le belvédère de Granges.

  - La vallée de la Seille
  - Le vallon du Mardasson

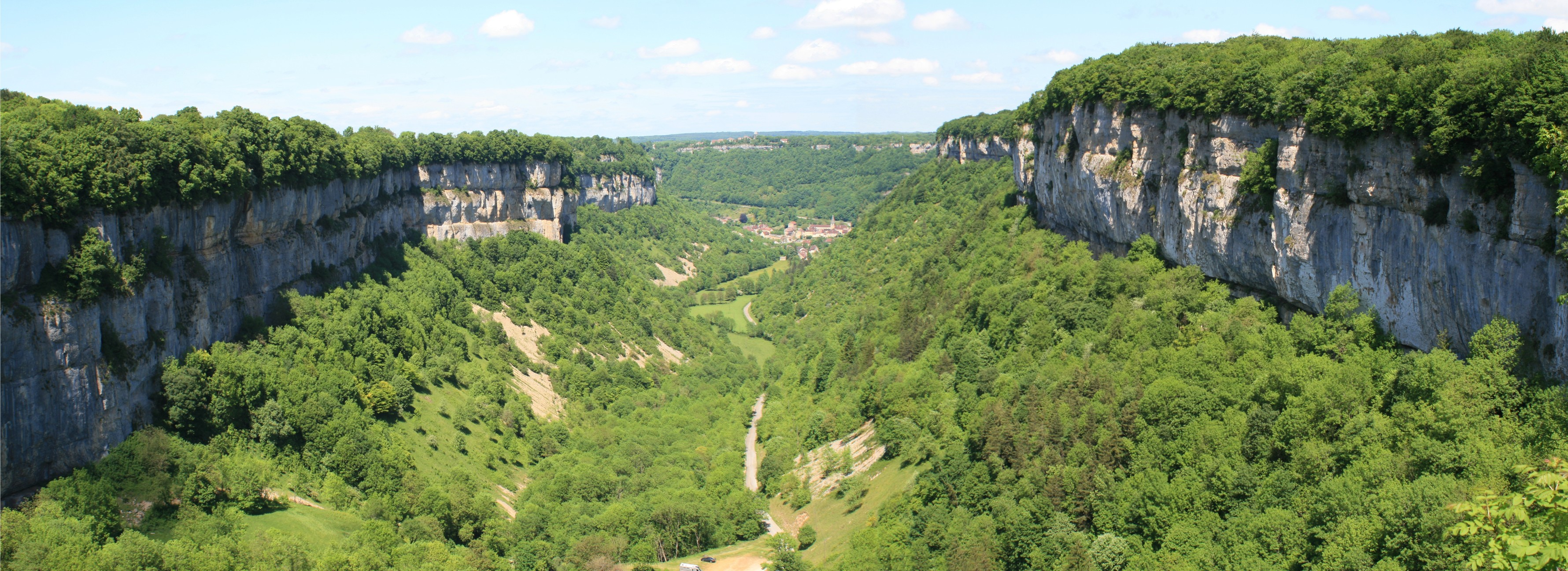
La vallée du Dard.
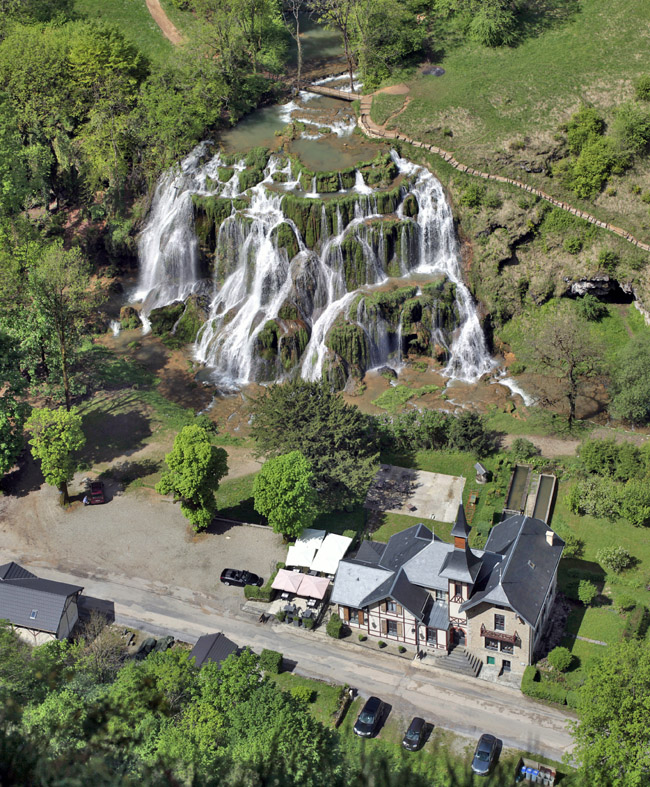
Domaine des cascades
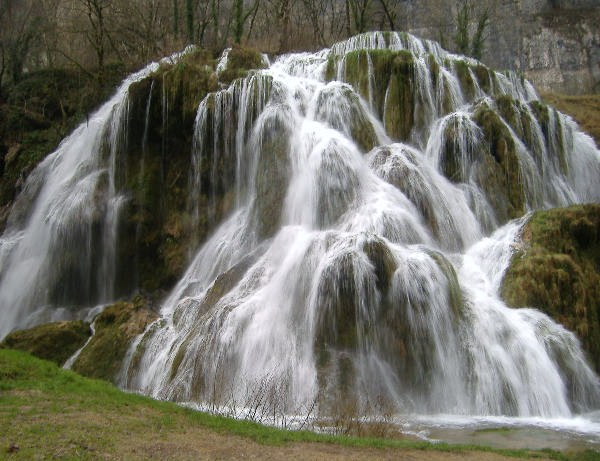
Cascade des Tufs.
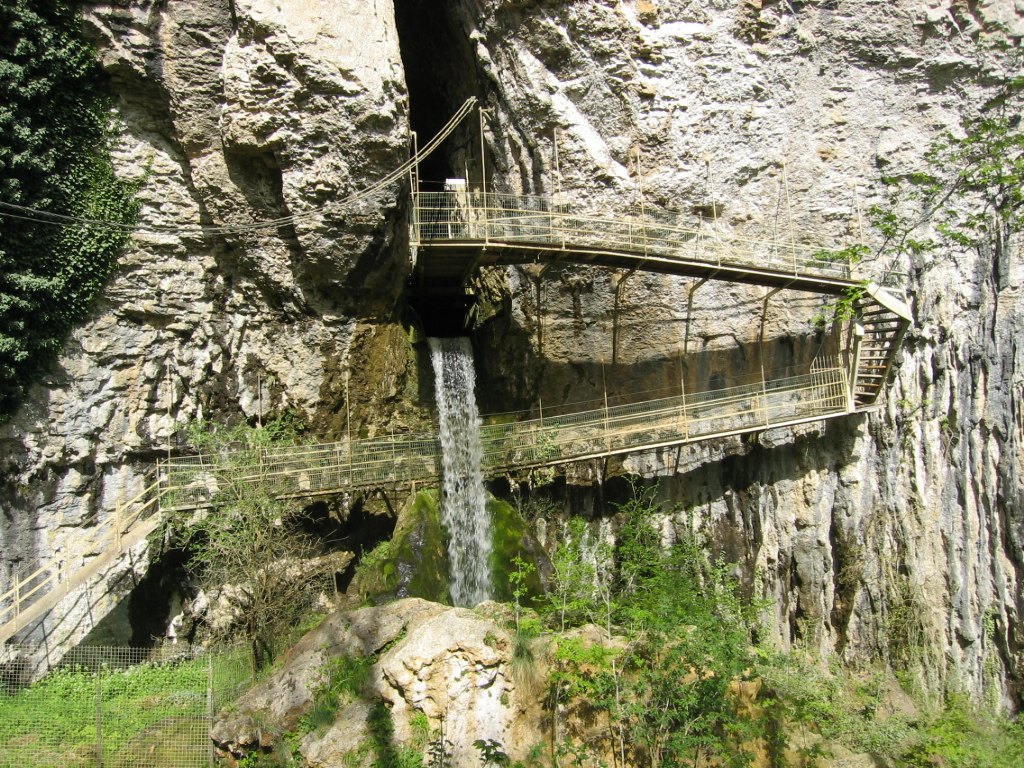
Entrée de la grotte de Baume-les-Messieurs[Note 6].

## Baume-les-Messieurs dans les arts et lettres

### Cinéma
- Les Misérables (1995), de Claude Lelouch ;
- Le Rouge et le noir (1998), de Jean-Daniel Verhaeghe ;
- Avril (2006), de Gérald Hustache-Mathieu ;
- Quelques scènes tournées par Jean-Pierre Mocky ;
- Bonté divine de Laurent Tirard en 2021[43].

### Chanson
Contrairement à une légende née en 1970 du correspondant de presse Jean Barthelet, « le village perdu au fond de la vallée » de la chanson Les Trois Cloches, écrite en 1939, par Jean Villard dit Gilles, et interprétée par Édith Piaf et les Compagnons de la chanson en 1945, n'a pas été inspiré par Baume-les-Messieurs.

### Littérature
Le village sert, avec celui de Château-Châlon, à quelques kilomètres, de cadre à une partie du roman christologique, La Cinquième source, de Pierre Desjardins, paru en 2008. Dans le roman historique L'Empire barbare (en) de Gary Jennings, l'auteur y situe son héros, Thorn, au Ve siècle.

### Théâtre
La pièce l'Eclipse (2024) du collectif Bajour met en scène une classe de collégiens dans le collège de Baume-les-Messieurs.

## Personnalités

### Nées dans la commune
- Claude-Étienne Baratte (1734-1799), officier de la guerre d'indépendance des États-Unis
- Sylvain Sauvage, de son vrai nom Félix Roy (1888-1948), illustrateur.

### Liées à la commune
- Carlo Rim (1905-1989), scénariste
- Josette Coras (1926-2008), peintre, graveuse, sculptrice. Elle habita de très nombreuses années le logis abbatial devenu aujourd'hui lieu d'expositions et où l'on peut découvrir les différents aspects de son travail.
- Pierre Gascar (1916-1997), écrivain. Prix Goncourt 1953.

## Galerie

Galerie
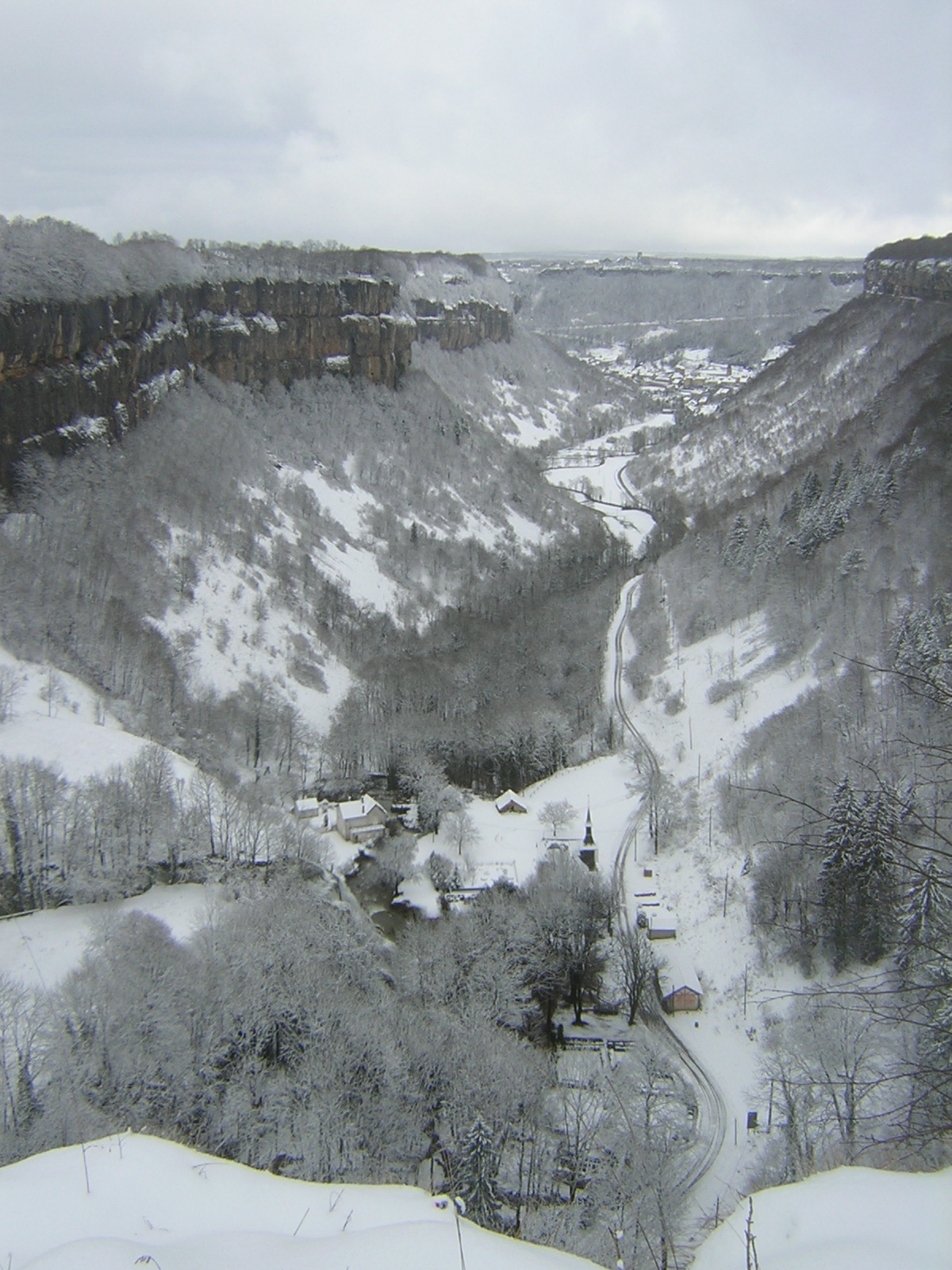
Village depuis le belvédère de Crançot.
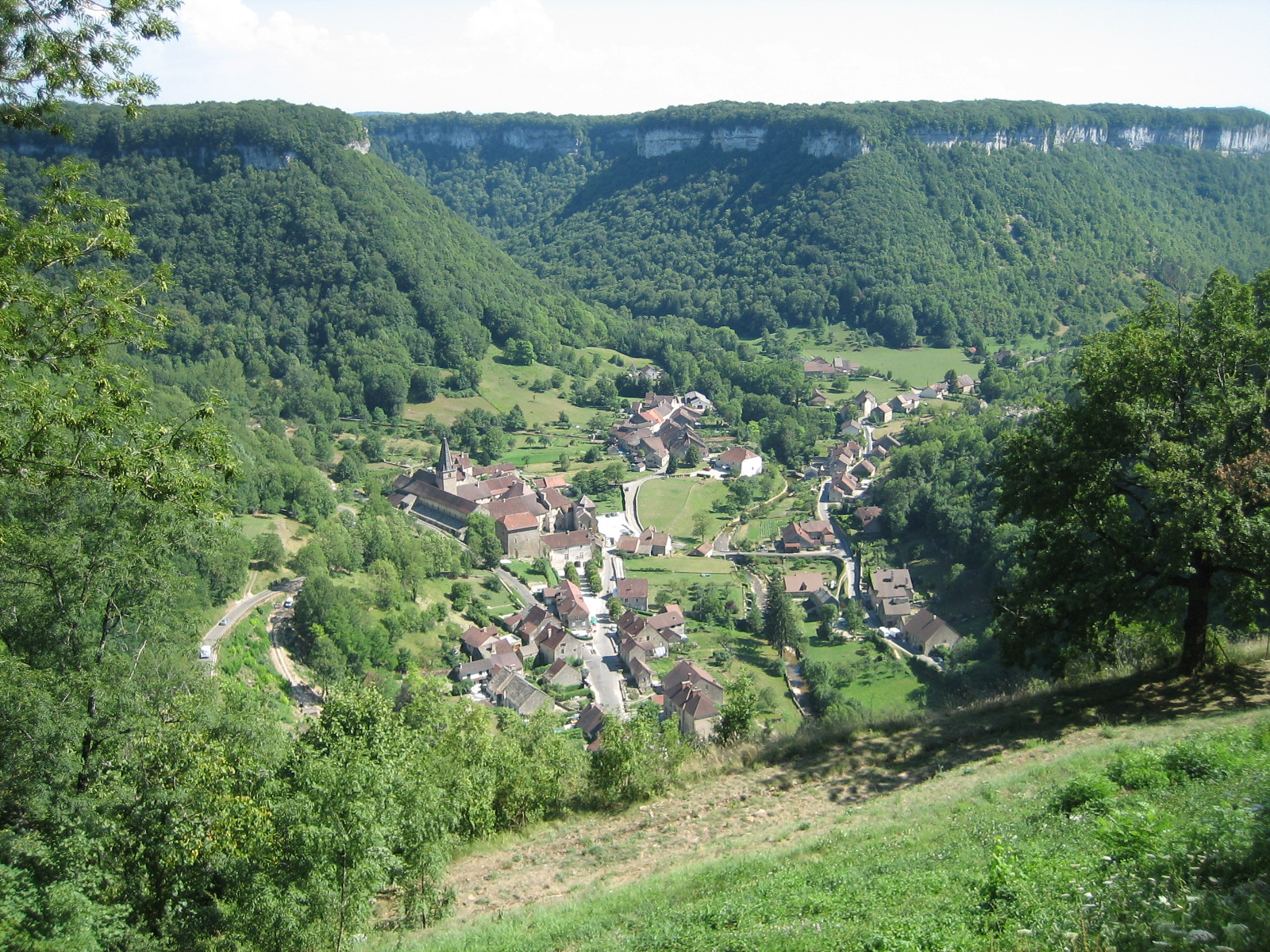
Village.
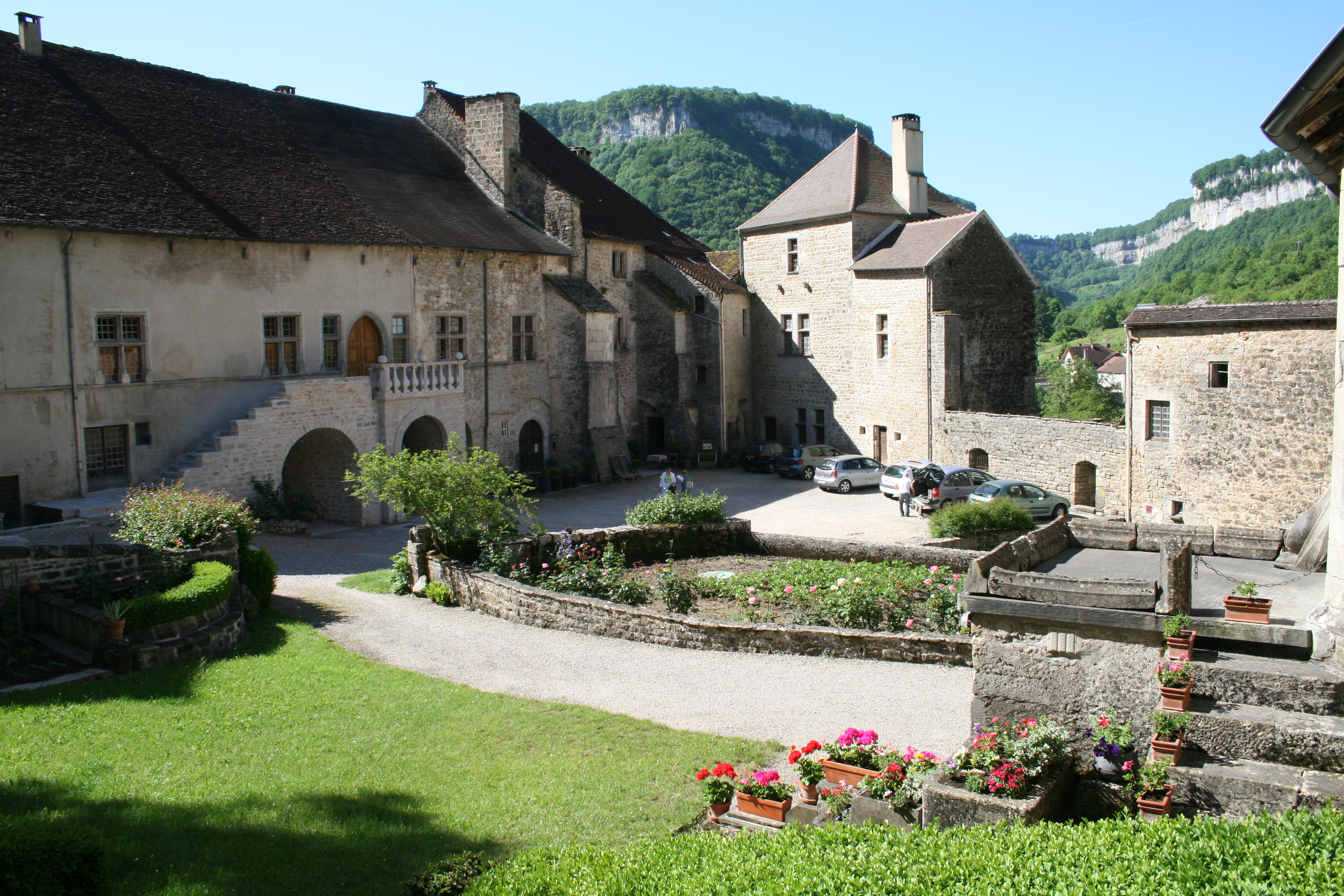
Logis abbatial.
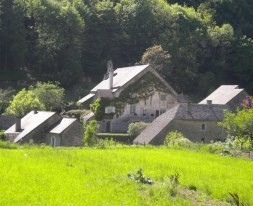
Manoir.
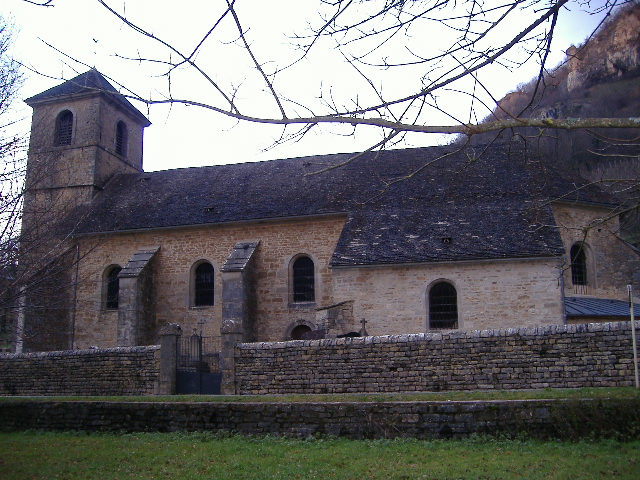
Église Saint-Jean-Baptiste, paroissiale jusqu'à la Révolution.
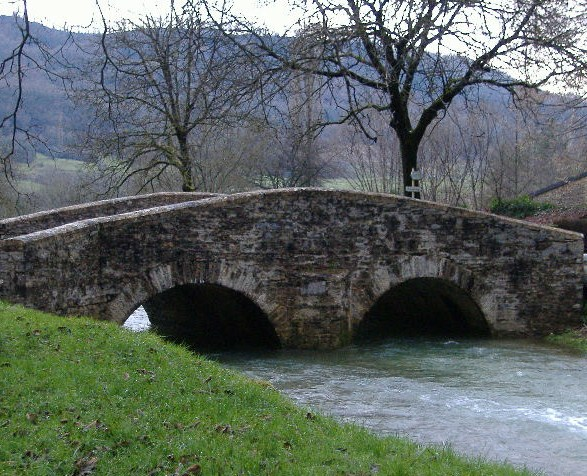
Pont sur la Seille (La Peyrouse).
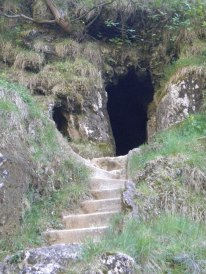
Cavités des cascades.
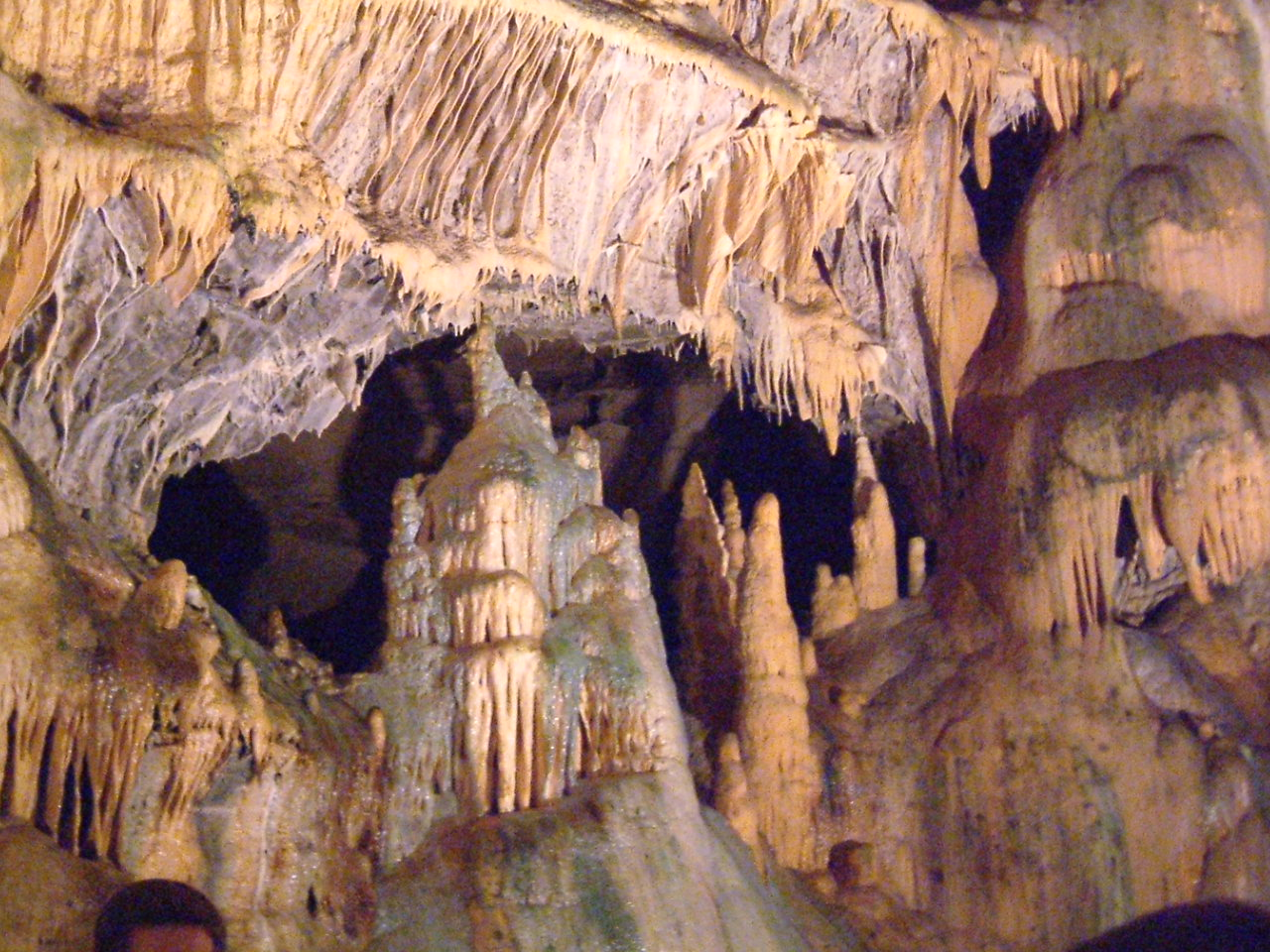
Grottes de Baume.